# Vastu
Vastu, auch Vaastu, ist die indische Architekturlehre über die richtige Platzierung von Grundstücken und Gebäuden sowie deren Gestaltung und Bauweise nach den Naturgesetzen der fünf Elemente.
Es wird auch von Vastu Shastra gesprochen, wobei Vastu mit „wohnen“ und Shastra mit „Lehre“ übersetzt wird. Vastu Shastra bedeutet also „die Lehre über das richtige Wohnen“.
Alle Gebäude, Städte und Länder dieser Welt können nach Vastu analysiert und bewertet werden.
Anhand von Vastu können Vorhersagen gemacht werden, was den Menschen in den zu bewertenden Gebäuden, Städten und Ländern in Zukunft widerfahren kann. Vastu könne dazu genutzt werden, um das Leben der Menschen positiv zu beeinflussen, damit die Menschen ein gesunderes, harmonischeres und glücklicheres Leben führen könnten.
Vastu ist das indische Pendant der chinesischen Lehre des Feng Shui; ebenso wie dieses ist auch die Lehre des Vastu nicht wissenschaftlich begründet oder nachgewiesen.

## Geschichte
In indischen Palmblattmanuskripten wurden vor Tausenden von Jahren die Grundzüge des Vastu niedergeschrieben; einige davon sind bereits über 5000 Jahre alt. Historisch betrachtet lag die Lehre des Vastu stets im Zuständigkeitsbereich von Königen und Gelehrten.
Heute haben vor allem Indien und China Vastu neu für sich entdeckt; auch in Deutschland werden Kurse und Veranstaltungen über Vastu abgehalten.

## Vastu in Indien, China und Europa
Vastu ist in Indien und China eine anerkannte Lehre. Es wird von manchen Anhängern behauptet, dass der wirtschaftliche Erfolg der letzten Jahre in Indien und China auf Vastu zurückzuführen sei. Einige der heute global tätigen Unternehmen aus diesen Ländern beschäftigen unter anderem Vastu-Berater hauptberuflich.
Einige wenige Architekten im deutschsprachigen Raum sowie in England und Frankreich bieten Vastu-Beratungen sowie Baupläne zu Vastu-Häusern, Vastu-Wohnungen und für Vastu-Firmengebäude an.

## Beschreibung der Vaastu-Grundlagen
Vastu hat die fünf Elemente als Grundlage. Genau wie der gesamten Schöpfung die fünf Elemente zugrunde lägen, sei auch im Vastu alles an die Kräfte der fünf Elemente angelehnt, weil alles in unserer Schöpfung aus den fünf Elementen bestehe, so wie auch wir selbst; niemand auf dieser Welt könne sich den fünf Elementen entziehen.
Die Naturgesetze der Elemente würden angeblich im eigenen Hinterhof, in unserer Nachbarschaft, in der Stadt in der wir leben, in unserem Land sowie auf der ganzen Erde wirken.
Da der Mensch immer den Naturgesetzen der fünf Elemente unterliege, wirke Vastu somit auf alle Erdenbewohner automatisch.
Die Kraft der Elemente sei so elementar wie die der Erdanziehung; man entkomme ihr nicht.
Die Kraft der Elemente könne mit der Erdanziehung verglichen werden, da die Erdanziehung ebenso ständig unsichtbar wirkt.

### Die fünf Elemente
Erde
Die Erde hat ihren natürlichen Platz im Südwesten eines Grundstückes bzw. eines Gebäudes. 
Die Erde ist als schwerstes Element die größte Kraft von allen Elementen und ist daher am schwersten zu kontrollieren.
Die Erde ist ein riesiger Magnet und verstärkt somit die Energien. Durch die richtige Standortwahl können die positiven Eigenschaften der Erdenergie gefördert werden; dies geschieht, indem man maximale Höhe und maximales Gewicht im Südwesten des Grundstücks und ebenso im Südwesten der Wohneinheit schafft. Optimal ist es, wenn sich im Südwesten des Hauses ein Berg befindet. Ein Berg im Südwesten blockiert die negativen Energien und fördert somit automatisch die positiven Energien aus dem Nordosten. 
Ein positives Erdelement stärkt die Gesundheit, das Durchsetzungsvermögen und unterstützt den Wohlstand der Hausbewohner.
Feuer
Das Element Feuer hat seinen natürlichen Platz im Südosten eines Grundstückes bzw. eines Gebäudes.
Somit kann auch eine Küche oder eine offene Feuerstelle im Südosten optimal wirken. Das Feuerelement im SO unterstützt uns vor allem in der Gesundheit, gesunde Beziehungen, Durchsetzungsvermögen und Willenskraft.
Die Sonne ist die große Lebensspenderin, ohne Sonne gäbe es weder Licht noch Leben. Die Morgensonne spendet heilende Energien; dies ist auch der Grund dafür, warum wir die Morgensonne durch Türen und große Fenster im Osten in unser Haus lassen sollten. 
Das Feuer ist Licht und Hitze und transformiert mühelos Negativität.
Viele Inder nutzen die aufgehende Morgensonne, um in dem Fluss Ganges die Sonne zu begrüßen und dadurch heilende Energien in sich aufzunehmen.
Himmel (Raum, Äther)
Der Himmel hat seinen natürlichen Platz im Zentrum eines Grundstückes bzw. eines Gebäudes.
Ohne den Himmel, der auch Raum ist, wäre es unmöglich den anderen Elementen ihren Platz zuzuweisen.
Der Himmel ist das feinste Element und der ruhende Pol, der alle anderen Elemente zusammenhält. Der Himmel hat keine Grenzen; er beinhaltet unendliche Kraft und unendliche Möglichkeiten. Der Himmel ist der Raum, in dem die fünf Elemente ihren Platz finden und einnehmen. Damit bringt der Himmel die Erde immer ins Gleichgewicht.
Optimalerweise umrahmt jedes Grundstück eine Grundstücksmauer, damit der Raum, in dem die Elemente wirken, klar definiert ist.
Wasser
Das Wasser hat seinen natürlichen Platz im Nordosten eines Grundstückes bzw. eines Gebäudes.
Wasser ist ein Sender und Energieträger. Wasser wirkt wie ein Energieverstärker positiv wie negativ. Es besitzt große Nähr- und Heilqualitäten und reinigt negative Energien. Unausgeglichene Gefühlslagen können durch Wasser beruhigt werden.
Idealerweise befindet sich ein Gewässer im Nordosten des Grundstückes, damit die positiven Energien aus dem Nordnordosten und aus dem Ostnordosten optimal unterstützt werden. Wasser im Nordosten sollte sich nicht höher als das Grundstück befinden, da das Wasser sonst als Gewicht gewertet wird und somit Hindernisse hervorrufen kann.
Luft
Die Luft hat ihren natürlichen Platz im Nordwesten eines Grundstückes bzw. eines Gebäudes.
Luft ist unendlich viel schneller als Wasser. Menschen können ohne Luft nur kurz überleben. Die Luft ist Sender und Energieträger. Es sorgt für Stabilität und Harmonie, wenn sie im ganzen Haus zirkulieren kann. 
Optimalerweise sind alle Eingänge in positiven Himmelsrichtungen platziert, damit die Energien optimal fließen können.
Jeder Mensch besteht aus den fünf Elementen
1. Erde = Knochen; durch unseren massiven Knochenbau tragen wir das Element Erde in uns.
2. Feuer = 37 Grad Körpertemperatur; die Wärmeregulierung des Körpers ist nur mit der Kraft des Feuerelementes möglich.
3. Himmel = unser Körper nimmt einen bestimmten Raum ein; unsere Begrenzung eines bestimmten Körperraumes entspricht dem Element Himmel.
4. Wasser = der menschliche Körper besteht zu einem Großteil aus Wasser.
5. Luft = unsere Atmung ist sehr wichtig für den menschlichen Organismus, da wir keine acht Minuten ohne Luft überleben können.

### Wirkungsweise der Elemente
Jedes Element kann sowohl positiv als auch negativ Wirken. 
Das Geheimnis des Vastus liegt darin, die positiven Eigenschaften eines jeden Elementes zu fördern, sowie die negativen Eigenschaften der Elemente zu unterbinden, um daraus die unterstützenden Energien für unser tägliches Leben zu erhalten.
Negative Eigenschaften im Erdelement, welches seinen Platz im Südwesten hat, werden z. B. dadurch unterbunden, dass man maximale Höhe und maximales Gewicht im Südwesten platziert. Dadurch entstehen automatisch positive Energien im Südwesten, dem Platz des Erdelementes. Ein positives Erdelement stärkt die Gesundheit, das Durchsetzungsvermögen und mehrt den Wohlstand der Hausbewohner.
Sollte im Südwesten eine freie Fläche und evtl. ein Abhang vorhanden sein, so ist die Wahrscheinlichkeit sehr groß, dass die Bewohner mit mannigfaltigen Problemen zu kämpfen haben, welche sich in allen Bereichen des Lebens bemerkbar machen können wie z. B. Gesundheit, Wohlstand, Beruf, Beziehungen etc.
Positive Eigenschaften des Wasserelementes, welches seinen Platz im Nordosten hat, werden z. B. dadurch hervorgerufen, dass man keine Höhe und kein Gewicht im Nordosten des Grundstücks hat. Sehr positiv wirkt sich Wasser in jeglicher Form im Nordosten eines Grundstückes aus, da Wasser die positiven Energien aus dem Nordosten verstärkt, vorausgesetzt das Wasser befindet sich nicht höher als das Grundstück selbst und fließt nach Norden, Osten oder Nordosten. 
Positive Effekte des Nordostens sind Wohlstand, Glück in allen Lebensbereichen und eine gute Gesundheit.
Wasser im Nordosten, das höher als das Grundstück liegt, wird als Gewicht im Nordosten gewertet und kann negative Folgen nach sich ziehen.

### Acht Himmelsrichtungen
Ohne die vier Haupthimmelsrichtungen Norden, Osten, Süden und Westen ist es unmöglich den Elementen ihren Platz auf einem Grundstück oder eines Wohnraumes zuzuordnen.
Die Himmelsrichtungen können anhand eines geeichten Kompasses bestimmt werden.
Im Vastu ist ausschließlich der magnetische Südpol (zur Zeit nahe am geographischen Nordpol) von Bedeutung. 
Die Vögel, Wale und andere Tiere benutzen ebenso das Magnetfeld der Erde, um sich zu orientieren.
Magnetische Deklination: Der geographische Nordpol liegt am nördlichsten Punkt auf des Globus. Der magnetische Südpol hingegen liegt etwa 2000 Kilometer vom geographischen Nordpol entfernt. Diese Abweichung kann je nach eigenem Standort zwischen 0 Grad Abweichung bis zu 30 Grad Abweichung betragen.
Eine Abweichung von mehr als 20 Grad vom magnetischen Südpol verursacht unausgeglichene Energien und Probleme. 
Daher ist es äußerst wichtig einen guten Kompass zur Verfügung zu haben, um genaue Messungen vornehmen zu können.
Die vier Nebenhimmelsrichtungen sind je eine Kombination aus zwei Haupthimmelsrichtungen, welche da sind: Nordosten, Südosten, Südwesten und Nordwesten.
Die acht untergeordneten Himmelsrichtungen befinden sich jeweils zwischen einer Haupt- und einer Nebenhimmelsrichtung, welche da sind: Nordnordost, Ostnordost, Ostsüdost, Südsüdost, Südsüdwest, Westsüdwest, Westnordwest und Nordnordwest.
Das Vastu unterscheidet zwischen positiven und negativen Himmelsrichtungen:
1. NNO ist positiv
2. ONO ist positiv
3. OSO ist negativ
4. SSO ist positiv
5. SSW ist negativ
6. WSW ist negativ
7. WNW ist positiv
8. NNW ist negativ

### Kräfte im Vastu
Bewegung
Bewegung zählt zu den wichtigsten Faktoren im Vastu, weil ihre Auswirkungen sehr kraftvoll ist. Bewegung erzeugt Energie und je mehr Bewegung in einer Himmelsrichtung vorhanden ist, desto stärker werden die Energieschwingungen und der Einfluss jener Himmelsrichtung, aus der die Energie fließt.
Das gesamte Vastu ist mit Bewegung verbunden.
Bei einem schlecht ausgelegten Grundstück kann man durch positive Bewegungen Abhilfe schaffen. 
(z. B. bringt eine regelmäßig ausgeübte Bewegung nach Norden, Osten oder Nordosten immer Erfolg. Demgegenüber steht die Bewegung nach Westen, Süden oder Südwesten.)
Laut Vastu dominieren Menschen, die im Süden, Westen oder Südwesten positioniert sind, immer über die Menschen, die sich im Norden, Osten und Nordosten befinden.
Dies kann man im eigenen Leben überprüfen, wie z. B. auf der eigenen Arbeitsstelle, in der eigenen Nachbarschaft oder in dem Land, in dem man lebt.
Wasser
Wasser verstärkt als Energieträger grundsätzlich die Energien jedes Elementes. 
Wasser im Norden, Osten oder Nordosten erhält im Vastu die beste Note, weil es mit Wohlstand, Gesundheit, Glück und Erfolg in Verbindung steht.
Wasser muss nach Norden, Osten oder Nordosten fließen, damit es positiv wirken kann.
Befindet sich Wasser auf dem eigenen Grundstück im Nordosten, wirkt es so stark positiv, dass dieses Wasser einige Vastu-Defekte ausgleichen kann.
Wenn Wasser höher als das Grundstück liegt, so wird es als Gewicht gewertet.
Die Wasserenergie wirkt auch dann, wenn man das Wasser nicht sehen kann wie z. B. bei Wasseradern unter der Erde oder auch wenn ein Meer durch andere Gebäude nicht direkt sichtbar ist.
Höhe und Gewicht
Es gibt vier Gesetzmäßigkeiten von Höhe und Gewicht, an die man sich halten sollte:
- Im Nordosten sollte Höhe und Gewicht vermieden werden, damit die positiven Kräfte des Nordostens ungehindert auf das eigene Grundstück sowie in das eigene Heim fließen können.
- Im Nordwesten sollte geringe Höhe und geringes Gewicht vorhanden sein.
- Im Südosten sollte mittlere Höhe und mittleres Gewicht vorhanden sein.
- Im Südwesten sollte maximale Höhe und maximales Gewicht vorhanden sein, damit die negativen Energien aus dem Südwesten daran gehindert werden, auf das eigene Grundstück sowie in das eigene Heim fließen zu können.

Beispiel: Eine Treppe zählt im Vastu als Gewicht und sollte sich nicht im Nordost Quadranten des Hauses befinden.
Steigung und Gefälle
Ein Gefälle nach Norden, Osten oder Nordosten wirkt sich positiv auf das Leben der Bewohner aus. 
Ein Gefälle in andere Himmelsrichtungen wirken sich negativ auf die Bewohner und auf die Besitzer aus.
Negative Gefälle können mit Mauern unter Umständen wieder ausgeglichen werden.
Freie Flächen
Im Norden und Osten sollte sich mehr freie Fläche befinden als im Süden und Westen, damit sich die Vorteilhaften Energien des Nordens und des Ostens entfalten können, auch wenn es sich nur um wenige Zentimeter handelt.
Das Prinzip der freien Flächen ist mit dem Prinzip der Höhe und Gewicht verwandt;
beide stellen sicher, dass der höchst positive Nordosten geschützt wird.

### Eingänge
Eingänge zum Grundstück und zum Haus sollten sich am besten im Nordnordosten oder im Ostnordosten des Grundstückes und des Hauses befinden.
Eingänge im Westnordwesten und Südsüdosten sind ebenfalls zu empfehlen.
Liegen z. B. Eingänge in ungünstigen Himmelsrichtungen, kann dies negative Energien und Ereignisse nach sich ziehen.
Eingänge, die in günstigen Himmelsrichtungen liegen, wirken sich positiv auf Energien und bevorstehende Ereignisse aus.

### Räume
Bad und WC können sich laut Vastu überall befinden, außer im Nordosten des Hauses, da man die positiven Schwingungen des Nordostens nicht mit Fäkalien beschmutzen sollte und hier Krankheiten verursachen werden können.
Die Küche befindet sich optimalerweise ausschließlich im Südosten oder im Nordwesten des Hauses, da die Küche dem Feuer Element zugeordnet wird. Somit hat die Küche ihren natürlichen Platz im Südosten (dem Feuerelement) oder dem Nordwesten (dem Luftelement).
Im Vastu wird empfohlen, dass sich im Südwesten das Schlafzimmer der Eltern befindet oder der Südwesten als Büro genutzt wird. Wird der Südwesten richtig genutzt, so erhöht dieser die Führungskraft.
Ein Büro kann ebenso im Nordwesten platziert sein, da hier das Luftelement seinen natürlichen Platz hat. Das Luftelement fördert kreative Gedanken, zudem ist der Nordwesten ein optimaler Platz für ein Warenlager, da dem Luftelement die schnellste Bewegung zugeschrieben wird.
Kinderzimmer können sich laut Vastu überall befinden, außer im Südwesten.

### Straßen
Je mehr Straßen ein Grundstück umgeben, umso kraftvoller wird dieses Grundstück.